# Narella arbuscula
Narella arbuscula is een zachte koraalsoort uit de familie Primnoidae. De koraalsoort komt uit het geslacht Narella. Narella arbuscula werd in 2007 voor het eerst wetenschappelijk beschreven door Cairns & Baco. 